# 小治田安萬侶の墓

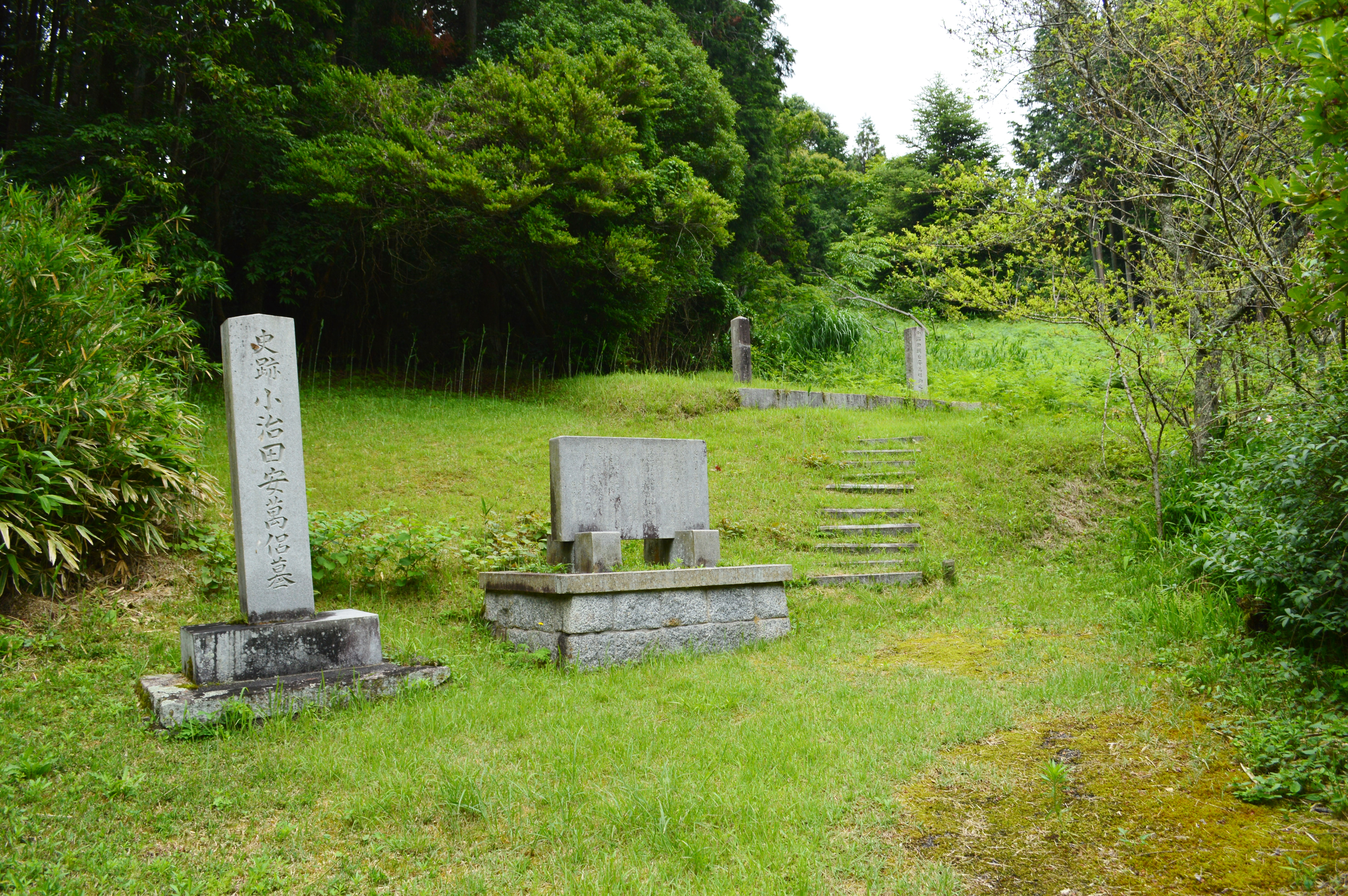
小治田安萬侶墓

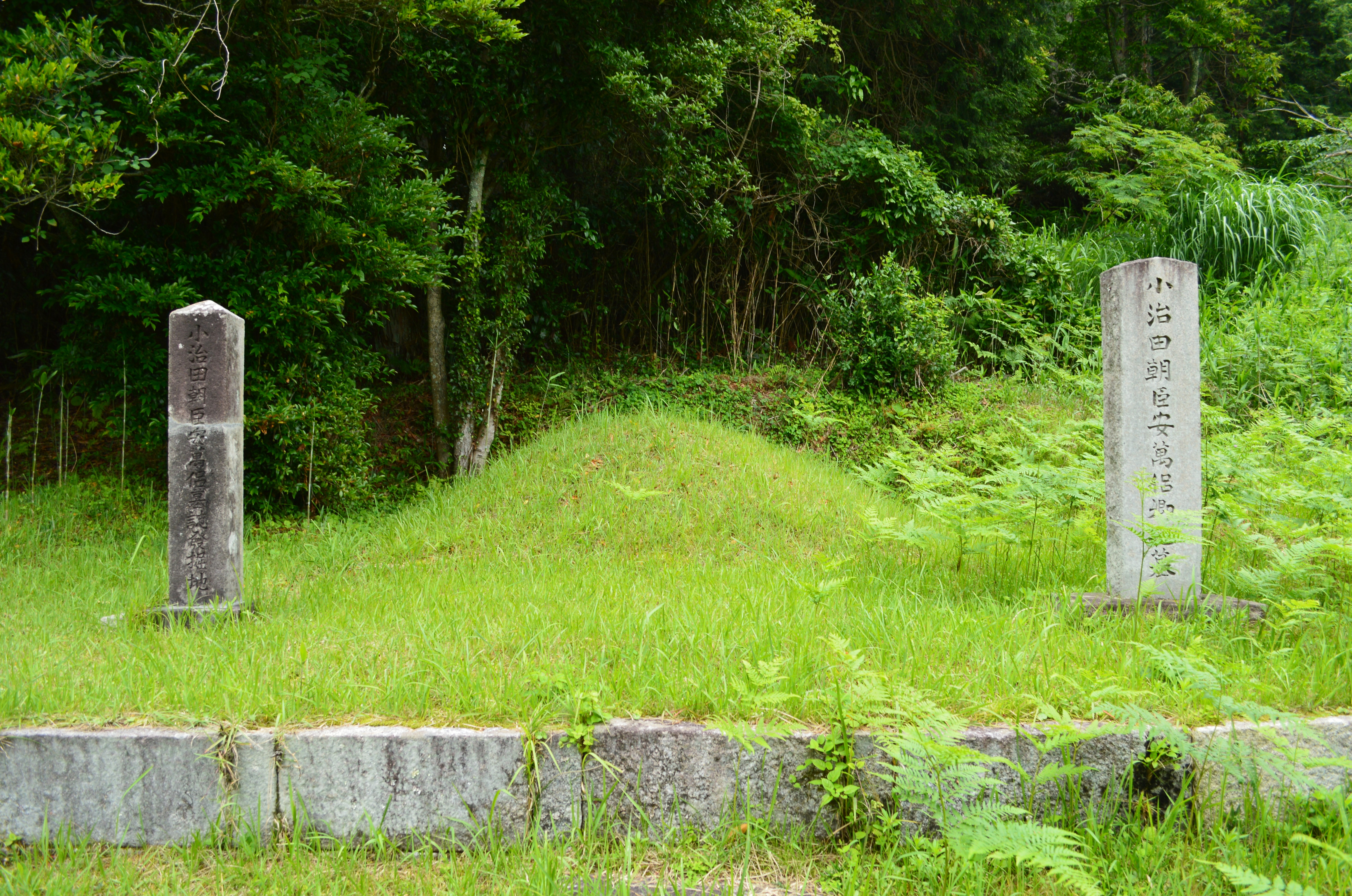
出土地

小治田安萬侶の墓（おはりだのやすまろのはか）は、奈良県奈良市都祁甲岡町にある古代の墓。奈良時代の官人である小治田朝臣安萬侶の火葬墓で、国の史跡に指定されている。

## 概要
小治田 安萬侶（おはりだ の やすまろ、生年不詳 - 729年3月13日（神亀6年2月9日）没）は、文武から聖武まで4代の天皇に仕えた官人で、蘇我稲目の後裔にあたる。『続日本紀』には719年（養老3年）に正五位上に叙されたとの記事があり、亡くなった時の位は従四位下であった。
1912年（明治45年）、茶畑の開墾中に偶然木櫃が発見され墓誌3枚が出土した。1951年（昭和26年）に改めて発掘調査が行われて火葬墓であることが確認された。
墓地は都祁水分神社がある丘陵の南斜面につくられており、墓誌の他に木櫃と副葬品の三彩の壷、銀製の和同開珎、須恵器、土師器が出土したほかに、双獣双鳳文鏡1面も同墓の出土品として伝わっている。火葬は墓のすぐ近くで行われ、木櫃は1辺約3.6メートルの正方形の穴の中に炭と礫が敷かれた上に置かれていた。
なお、同じく墓誌が発見されている太安万侶は、名前が同一であるが別人である。同時代の文官ということもあって、よく混同される。

## 墓誌

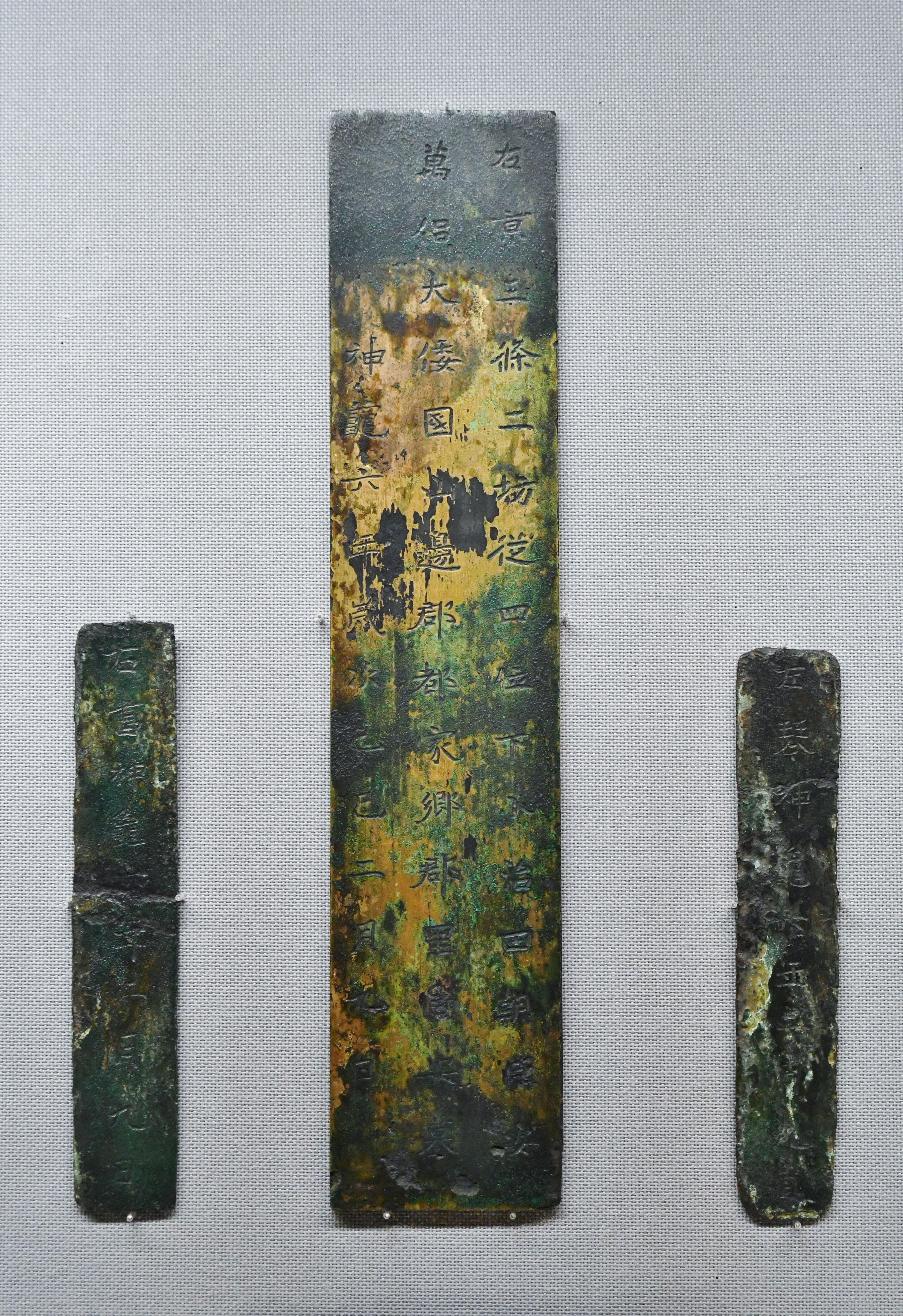
金銅小治田安万侶墓誌、東京国立博物館所蔵（重要文化財）

墓誌は金銅製で、国の重要文化財に指定されている。銘文は以下の通り。
左琴と右書の銘文が内側に向かうように、木櫃の中の両側に立てかけられていたと言い伝わっている。

## アクセス
バス奈良交通バス「来迎寺」停留所にて下車し北へ徒歩10分弱
車名阪国道針インターより国道369号線経由約15分

## 文化財

### 重要文化財（国指定）

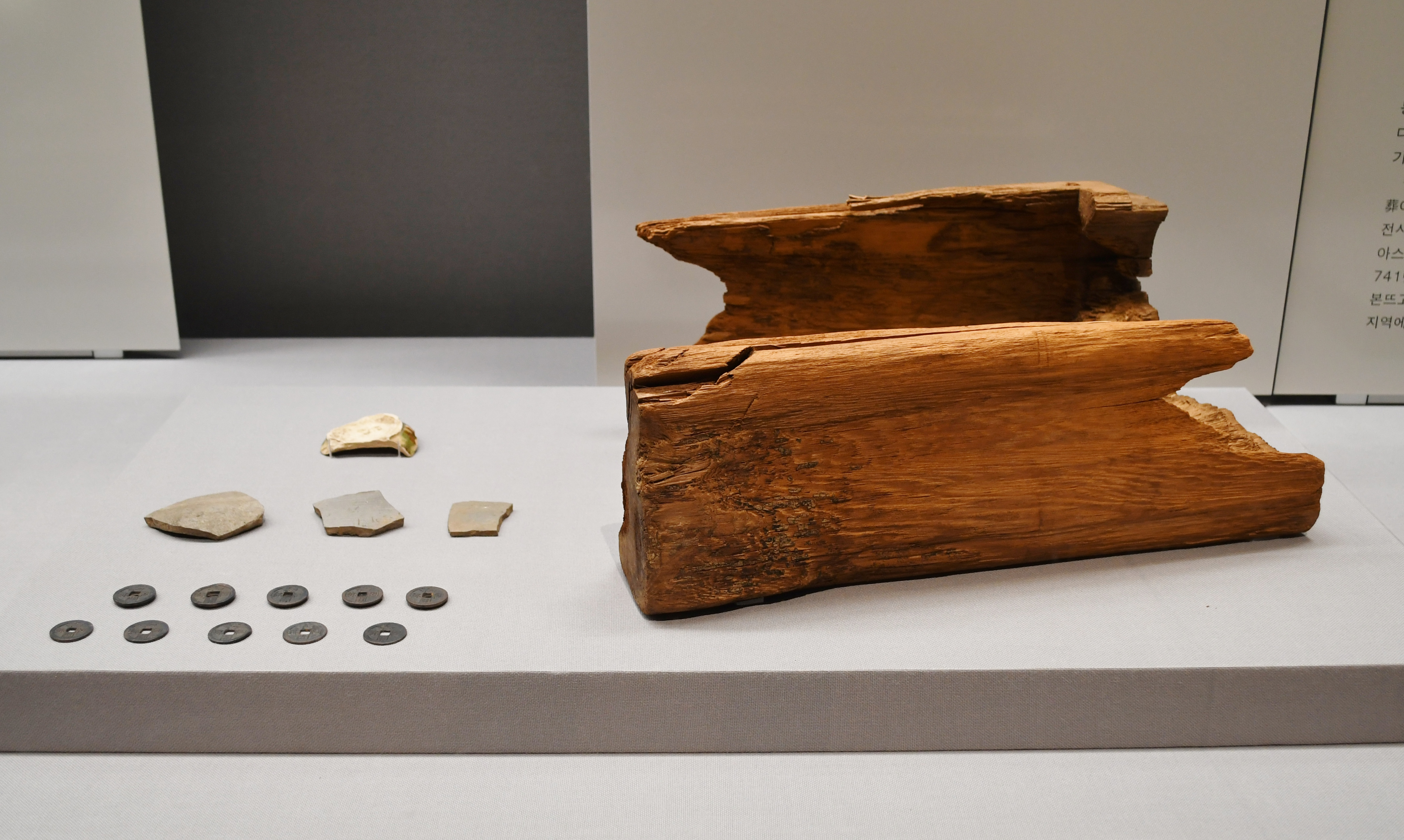
木櫃残闕・和同開珎・須恵器東京国立博物館展示。

- 金銅小治田安万侶墓誌 銅製小板二枚共（考古資料） - 東京国立博物館保管。1957年（昭和32年）6月18日指定[2]。
  - 附指定：木櫃残闕 一括
  - 附指定：和同開珎（銀銭） 10枚
  - 附指定：土器類 一括
  - 附指定：鉄製品残闕 一括

### 国の史跡
- 小治田安萬侶墓 - 1969年（昭和44年）11月29日指定[3]。